# Sjabasjcha
Sjabasjcha (georgiska: შაბაშხა) är ett berg i Georgien. Det ligger i regionen Abchazien, i den nordvästra delen av landet, 400 km väster om huvudstaden Tbilisi. Toppen på Mta Shabashkha är 1 970 meter över havet.